# Maksim Opalev
Maksim Aleksandrovitj Opalev (ryska: Максим Александрович Опалев), född 4 april 1979 i Volgograd i Ryska SSR, Sovjetunionen (nu Ryssland), är en rysk kanotist och OS-medaljör.

## Karriär
Som sextonåring tog Opalev sina två första guldmedaljer i junior-VM 1995, som då hölls i den japanska småstaden Yamanashi i Japan. Senare i nästa junior-VM, nu i Lahtis, Finland 1997 vann Opalev guld igen, som var det tredje guldet då för honom. Totalt har han sammanlagt vunnit elva guldmedaljer i junior-VM.
Säsongen 2000 representerade Opalev för Ryssland vid de olympiska sommarspelen 2000 i Sydney, Australien där han tog silvret i C1 500 meter, men förlorade guldet till den nyss avlidde ungaren György Kolonics. 
Fyra år senare, nu vid de olympiska sommarspelen 2004 i Aten, Grekland vann Opalev en medalj igen, denna gång bronset i C1 500 meter, där spanjoren David Cal tog hand om silvret och tysken Andreas Dittmer guldet.
Vid de olympiska sommarspelen 2008 i Peking, Kina, som nyss hade avslutats lyckades Opalev äntligen att ta sitt första olympiska guldmedalj där David Cal fick silvret, som blev hans tredje och ukrainaren Iurii Cheban tog hand om bronset.

## Meriter

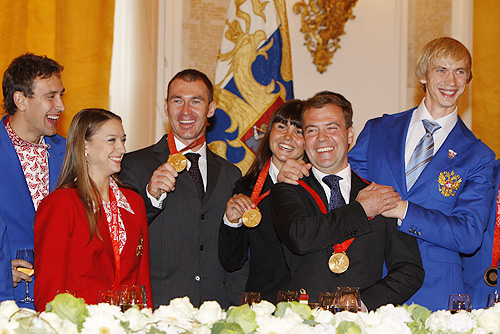
2008

### Guldmedaljer
- 1998 – Szeged, Ungern – C1 500 meter – 2.01.009
- 1999 – Milano, Italien – C1 1000 meter – 3.54.600
- 1999 – Milano, Italien – C1 500 meter – 1.51.374
- 2000 – Sydney, Australien – C1 500 meter
- 1999 – Milano, Italien – C1 200 meter – 40.368
- 2001 – Poznań, Polen – C1 500 meter – 1.53.565
- 2002 – Sevilla, Spanien – C4 200 meter – 33.650
- 2002 – Sevilla, Spanien – C1 500 meter – 1.50.596
- 2002 – Sevilla, Spanien – C1 200 meter – 39.257
- 2003 – Gainesville, USA – C1 200 meter – 40.896
- 2005 – Zagreb, Kroatien – C4 200 meter – 33.867
- 2006 – Szeged, Ungern – C1 500 meter – 1.49.727
- 2008 – Peking, Kina – C1 500 meter